# 헬라 (마블 코믹스)

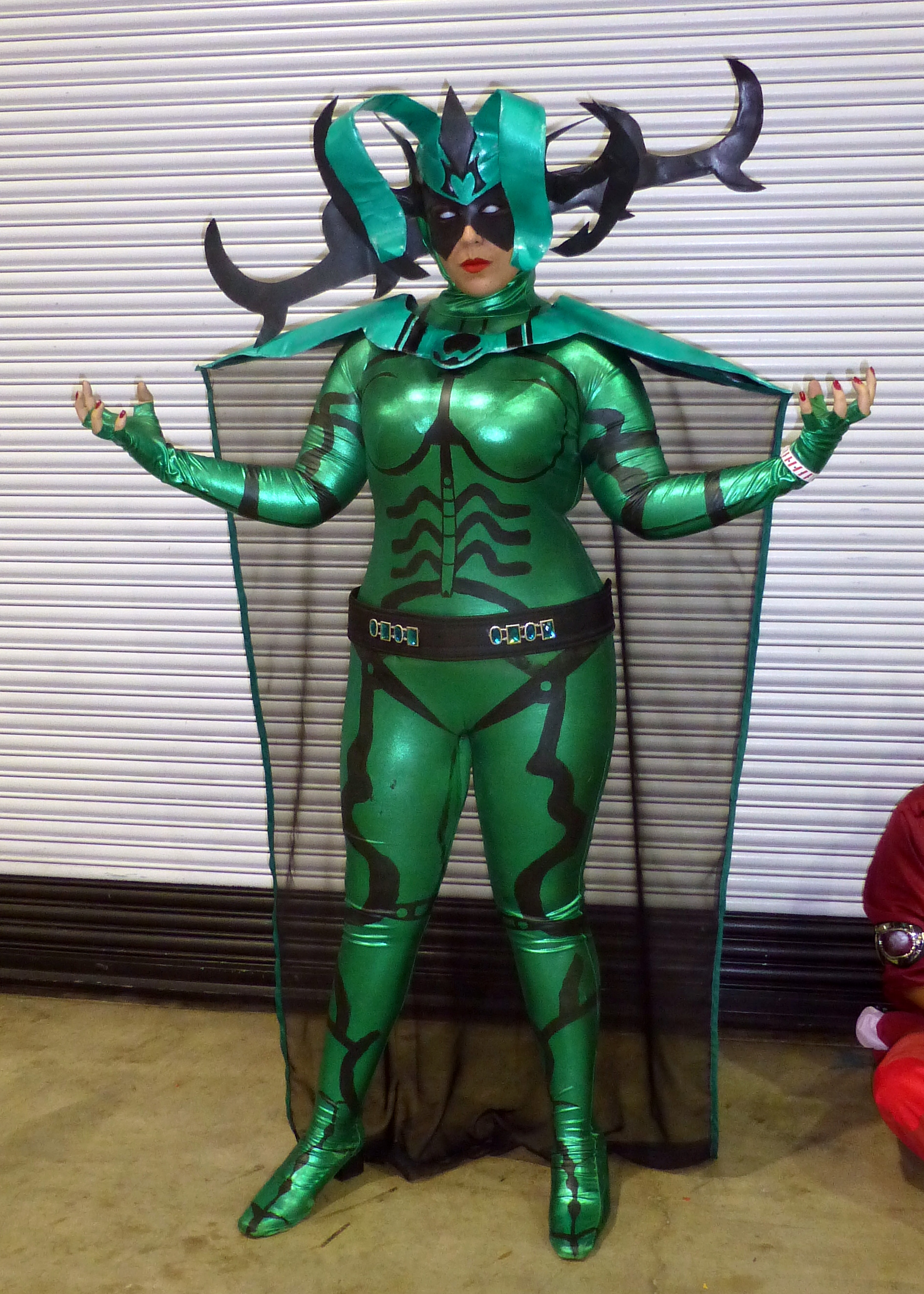
코스프레 모습

헬라(영어: Hela)는 마블 코믹스의 슈퍼빌런 캐릭터이다. 북유럽 신화의 헬을 모티브로 한 여성 캐릭터로, 신화에서는 장난의 신 로키의 딸이나, 마블 유니버스의 아스가르드에서는 오딘의 첫 자식이자 헬(헬헤임)과 니블헤임의 지배자이다. 토르에 대적하는 악당으로 등장한다. 1964년 3월 《저니 인투 미스터리》 102호에 처음 등장했고, 스탠 리와 잭 커비가 공동 창작하였다.

## 담당 배우

### 영화
- 토르: 라그나로크 (2017) - 케이트 블란쳇

## 담당 성우

### TV 애니메이션
- 어벤져스(2010) - 니카 퍼터먼
- 어벤저스 어셈블(2013) - 버네사 마셜

### 장편 애니메이션
- 헐크 대 토르(2009) - 재니스 자우드